# Gauthier de Marvis
Gauthier de Marvis, ou Walter de Marvis (Tournai, vers 1175 – ibidem, 1252) était un ecclésiastique du comté de Flandre, qui fut évêque de Tournai de 1219 à 1252, à l’époque où le diocèse de Tournai englobait encore les actuels diocèses de Gand et de Bruges.

## Biographie
Gauthier de Marvis reçut sa première formation à l’école capitulaire de la cathédrale de Tournai, puis compléta sa formation par des études de théologie à Paris, en Sorbonne, qui venait d’être fondée. De retour à Tournai, il enseigna dans la même école capitulaire de 1205 à 1220. Il prit part ensuite à la Cinquième Croisade, lors de laquelle il fit la rencontre de François d'Assise, qui sera ultérieurement canonisé.
Ordonné évêque en 1219, Walter de Marvis engagea, dans la période 1226-1229, la lutte contre le catharisme, appuyé en cela par le pape Grégoire IX.
Dans les années suivantes, c’est désormais dans son propre diocèse que De Marvis œuvra pleinement, en agissant toujours au service du pape. Il mit de l’ordre dans les couvents, fonda des béguinages — il érigea notamment celui de Bruges en paroisse indépendante — et créa des hospices.
Dans le comté de Flandre, il se signala en particulier par la création d’un grand nombre de paroisses, notamment dans la région de landes sise entre Aalter et Bruges (le Bulskampveld), dans le Pays de Waas et dans le Meetjesland, apportant ainsi son concours à la mise en valeur agricole de ces zones. À cet effet, il entreprit en 1242, probablement au départ de Bruges, un périple à dos de cheval dans lesdites contrées afin de fonder un ensemble de paroisses nouvelles et d’en fixer les limites en faisant placer des croix-bornes ou en marquant d’une croix tel arbre. De nombreux noms de rue et de lieux-dits attestent encore aujourd’hui de cet événement.
Dans sa ville de Tournai, il fut à l’initiative de plusieurs ouvrages de construction, ayant ordonné notamment de bâtir une halle sur la Grand-Place, de reconstruire le chœur de la cathédrale de 1243 à 1255, et d’édifier l’église Sainte-Marie-Madeleine.